# Lúcio Pinário Mamercino Rufo
Lúcio Pinário Mamercino Rufo (em latim: Lucius Pinarius Mamercus Rufus) foi um político da gente Pinária nos primeiros anos da República Romana eleito cônsul em 472 a.C. com Públio Fúrio Medulino Fuso. 

## Biografia
Durante seu mandato, o tribuno da plebe Volerão Publílio propôs uma lei pela qual os magistrados plebeus, entre os quais os tribunos, passariam a ser eleitos pela assembleia da plebe, da qual não participavam os patrícios, privando-os assim de qualquer poder de influenciar os resultados das eleições plebeias. A proposta de lei, chamada Lex Publilia Voleronis, não foi votada em 472 a.C. por causa da forte discordância entre patrícios e plebeus e por causa da irrupção de uma epidemia em Roma.
Ainda naquele ano, uma vestal, Orbília, foi considerada culpada de haver violado seu próprio voto de castidade e, por isto, condenada à morte. A pena para este tipo de crime era ser enterrada viva. Logo depois da condenação, um de seus dois amantes se suicidou e o outro acabou sendo linchado no fórum.